# Starykoń (Wappengemeinschaft)
Starykoń bezeichnet ein polnisches Wappen, welches von verschiedenen Familien des polnischen Adels (Szlachta), insgesamt ca. 127 verschiedene Adelsgeschlechter, in der Zeit des Königreichs Polen und der polnisch-litauischen Union verwendet wurde.

## Namhafte Persönlichkeiten
Florian Maj, Florian Maj, Stanisław Maj, Karol Maj.